# 106e division aéroportée de la Garde
Pour les articles homonymes, voir 106e division.
La 106e division aéroportée de la Garde (en russe : 106-я гвардейская воздушно-десантная дивизия, abrégé en 106 гв. вдд), de son nom complet la 106e division aéroportée de la Garde « Toula », des ordres du Drapeau rouge et de Koutouzov (106-я гвардейская воздушно-десантная Тульская Краснознамённая, ордена Кутузова дивизия) est une grande unité des forces armées de la fédération de Russie (no   d'unité 55599).
Généralement appelée division Toula, c'est l'une des quatre divisions aéroportées des troupes aéroportées russes (russe : Воздушно-десантные войска). Basée dans la ville de Toula, au sud de Moscou, elle est administrativement située dans le district militaire ouest.

## Histoire

### 1944–1991
La division est fondée en janvier 1944 sous le nom de 16e division aéroportée de la Garde, et est immédiatement déployée dans la Seconde Guerre mondiale, où elle combat en Hongrie, en Autriche et en Tchécoslovaquie (notamment à Prague), principalement avec le 38e corps de fusiliers de la Garde de la 9e armée de la Garde. Elle devient la 106e division de fusiliers de la Garde (ru) en décembre 1944, car toutes les divisions et brigades des troupes aéroportées d'origine seront reconstituées en formations de fusiliers de la Garde. Les titres honorifiques de la division sont « Drapeau rouge, Ordre de Koutouzov », bien que selon l'un des premiers écrivains occidentaux, le titre « Dneipr-Transbaikal », qui lui était décerné s’avérera erroné à un moment donné de son histoire.
Le 7 juin 1946, la 106e division de fusiliers de la Garde est convertie en division aéroportée à Toula, faisant partie du nouveau 38e corps aéroporté de la Garde. Le 1er octobre 1948, le 347e régiment de débarquement aérien de la Garde de la division est utilisé pour former la 11e division aéroportée de la Garde (en). Elle est remplacée par le nouveau 51e régiment de débarquement aérien de la Garde, qui deviendra une unité aéroportée en 1949. Le 5 mai 1955, le 137e régiment aéroporté de la Garde rejoint la division de la 11e division aéroportée de la Garde dissoute. Le 6 janvier 1959, le 110e escadron aérien de transport militaire est formé avec la division, équipé de dix transports Antonov An-2. Le 15 août 1960, le 205e régiment d'artillerie de la Garde devient le 845e bataillon d'artillerie de la Garde. Dans le même temps, le 351e régiment aéroporté de la Garde est transféré dans la 105e division aéroportée de la Garde et est remplacé par le 331e régiment aéroporté de la Garde de la 105e. Le 27 avril 1962, le 845e bataillon devient le 1182e régiment d'artillerie de la Garde.
En 1991, une tentative de coup d'État contre le président soviétique Mikhaïl Gorbatchev a lieu à Moscou. Alors que les comploteurs perdent l'initiative, tandis que le soutien au président de la RSFS russe Boris Eltsine grandit, les comploteurs appellent des renforts de la division Toula, sous la forme d'un bataillon, du 137e régiment aéroporté de la Garde. Quand ils sont déployés, Lebed déclare qu'il ont l'objectif de sécuriser le bâtiment du Parlement, où les partisans d'Eltsine sont barricadés. Il ne donnera cependant pas l'ordre à ses hommes, équipés de véhicules blindés BMD, de lancer une attaque. Car à ce moment de l'événement, la division Tamanskaya était peut être en train de changer de camp (allégeance des comploteurs aux parlementaires) ; mais, quelle que soit la justification de Lebed, l'épisode contribuera à renforcer son aura publique. À la suite de l'échec du coup d'État et à la dissolution de l'Union soviétique, en 1992, il est nommé commandant de la 14e armée de la Garde en Moldavie.

### Depuis 1991

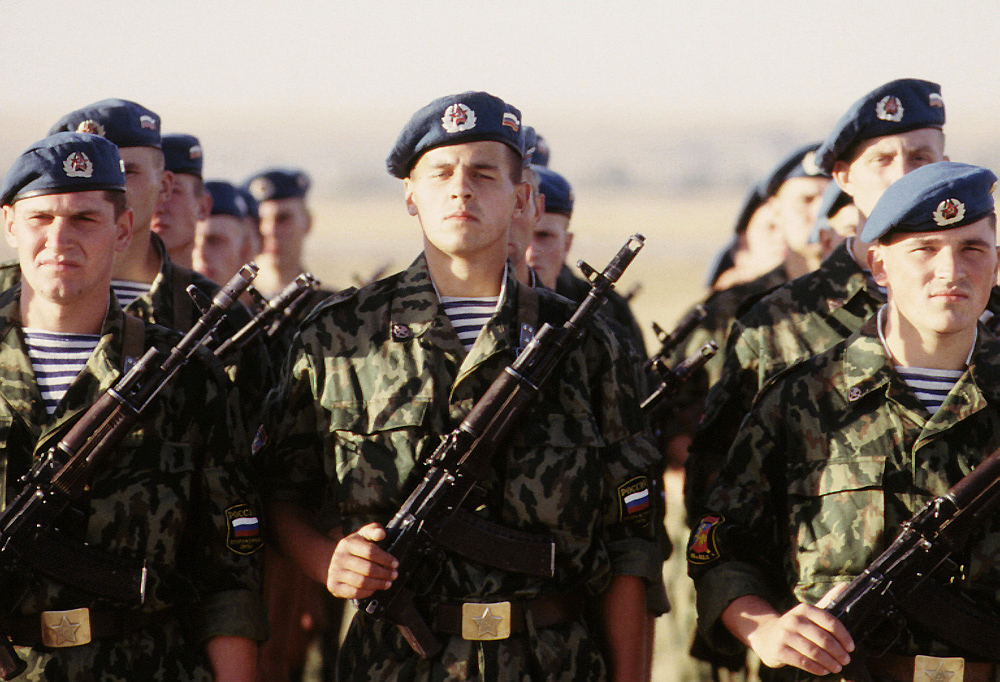
Parachutistes de la division Toula au garde-à-vous lors d'un exercice au Kazakhstan.

Le 119e régiment aéroporté de la Garde rejoint la division de la 7e division d'assaut aéroporté de la Garde en août 1993, remplaçant le 331e régiment aéroporté de la Garde, qui avait été transféré dans la 98e division aéroportée de la Garde.
En mars 1995, les bataillons sont transférés au commandement du « groupe Nord » et poursuivent les combats, notamment autour d'Argoun. En mai, ils se retirent de Tchétchénie. Les pertes de la division lors de la première guerre sont floues : 36 de ses soldats sont confirmés tués au combat, mais le nombre de disparus au combat est estimé à environ 200.
La seconde guerre de Tchétchénie commence en 1999. Moscou est déterminé à éviter une répétition du bourbier qu'était devenue la première guerre, la force russe engagée en 1999 étant plus importante, mieux équipée et mieux organisée. La contribution de la division Toula à cette force comprend les 51e et 119e régiments de débarquement de parachutistes. Ses pertes dans cette guerre sont encore considérables mais moindres que dans la première : 67 de ses soldats sont signalés tués ou portés disparus. Pour ses actions lors de ce conflit, la division Toula reçoit le fanion du ministère de la Défense.
En 2001, après les attentats terroristes du 11 septembre aux États-Unis, des parachutistes de la division sont envoyés en Afghanistan pour évacuer le personnel de l'ambassade de Russie à Kaboul, afin d'assurer leur sécurité face à la campagne militaire américaine de soutien à l'avancée de l'Alliance du Nord vers la ville.
Le 26 avril 2004, la division Toula célèbre son 60e anniversaire.
En août 2014, le 137e régiment aéroporté de la Garde de la division participe à la guerre du Donbass.
Le 13 août 2015, la division reçoit le nom honorifique « Toula ».
La division participe à l'invasion russe de l'Ukraine en 2022, mais doit se retirer en Biélorussie fin mars pour un redéploiement à Valouïki afin de participer à la campagne de l'Est de l'Ukraine. Le 51e régiment et le 137e régiment prennent part à la bataille de Bakhmout, la division perd le lieutenant-colonel Ivan Pozdeev et un chef d'état-major, le lieutenant-colonel Igor Zharov.
Le 15 juillet 2023, le major-général Vladimir Seliviorstov, commandant de la division, est démis de ses fonctions car il se plaignait des conditions de vie de ses soldats,,.

## Composition

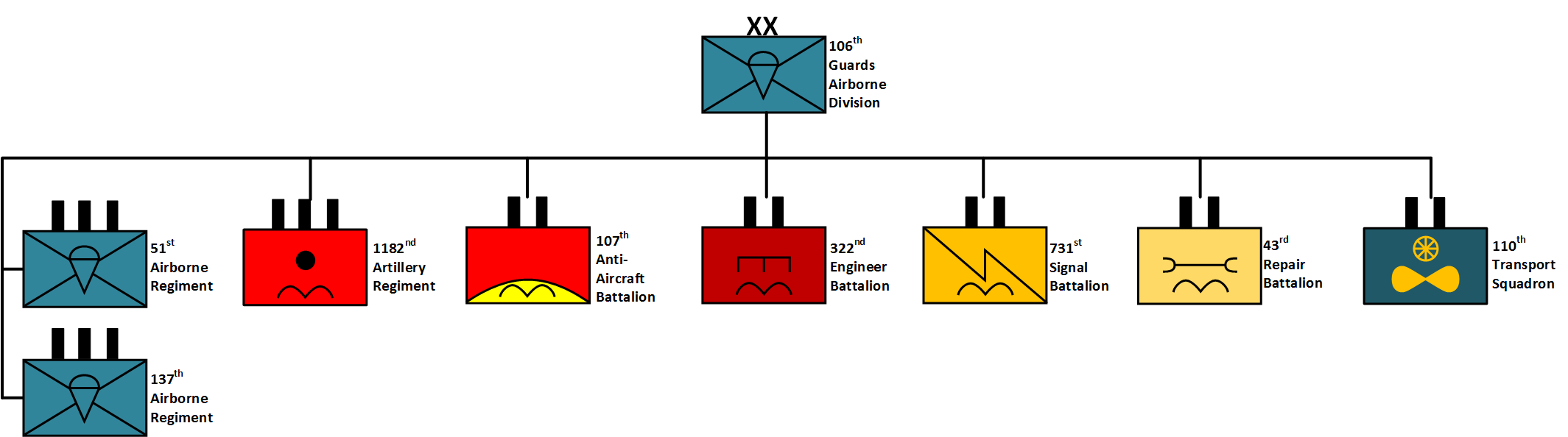
Structure de la division aéroportée de la Garde.

En 2006, les unités subordonnées de la division sont les suivantes :
- 51e régiment aéroporté de la Garde, Toula
- 137e régiment aéroporté de la Garde, Riazan
- 1182e régiment d'artillerie de la Garde, Iefremov
- 107e régiment de missiles antiaériens, Naro-Fominsk
- 322e bataillon du génie, Toula
- 731e bataillon de transmissions, Toula
- 43e bataillon de réparation, Toula
- 110e escadron de transport, Toula

En 2017, la division est agrandie, sa composition est la suivante :
- 51e régiment aéroporté de la Garde (Toula)
- 137e régiment aéroporté de la Garde (Riazan, 62 unités BMD-4M)
- 1182e régiment d'artillerie de la Garde (Naro-Fominsk)
- 1er régiment de missiles anti-aériens de la Garde (Naro-Fominsk)
- 173e bataillon de reconnaissance de la Garde (Toula)
- Compagnie de chars NI (Toula)
- 388e bataillon du génie de la Garde (Toula)
- 731e bataillon de transmissions de la Garde (Toula)
- une compagnie de guerre électronique (Toula)
- une compagnie de drones
- 1060e bataillon de soutien logistique (Slobodka)
- 970e compagnie de soutien aéroporté (Toula)
- 39e détachement médical (aéromobile) (Toula)
- 1883e station postale (Toula)

## Commandants

### Pendant l'URSS
- Major-général Aleksandr Fiodorovitch Kazankine (1943-1944)
- Major-général Ivan Nikolaïevitch Vindoutchev (1944-1946)
- Major-général Ivan Nikititch Konev (1946-1947)
- Major-général Afanasi Romanovitch Kopitchko (1947-1949)
- Colonel Aleksandr Dimitrievitch Iepanchine (1949-1951)
- Major-général Aleksandr Akimovitch Guerassimov (1951-1955)
- Major-général Aleksandr Andreïevitch Korechtchenko (1955-1960)
- Major-général Magomed Tankaïevitch Tankaïev (1960-1961)
- Colonel Konstantine Yakovlevitch Kourochnik (1961-1964)
- Major-général Youri Mikhaïlovitch Potapov (1964-1969)
- Major-général Aleksandr Ivanovitch Pitkov (1969-1972)
- Major-général Anatoli Mikhaïlovich Dobrovolsky (1972-1976)
- Major-général Evgueni Nikolaïevich Podkolzine (1976-1980)
- Major-général Guennadi Vassilevitch Filatov (1980-1984)
- Major-général Fiodor Ivanovitch Serdechny (1984-1988)
- Major-général Aleksandr Ivanovitch Lebed (1988–1991)

### Post-URSS
- Major-général Aleksandr Petrovitch Kolmakov (1991–1993)
- Major-général Evgueni Yourievitch Savilov (1993–2004)
- Major-général Andreï Nikolaïevitch Serdioukov (2004–2007)
- Major-général Evgueni Oustinov (2007)
- Colonel Alexandre Viaznikov (2007-2010)
- Colonel Alexeï Naumets (2010)
- Colonel Guennadi Anachkine (2010-2011)
- Major-général Vladimir Kochetkov (2011-2013)
- Major-général Dmitri Glouchenkov (2013-2015)
- Colonel / major-général Pavel Kirsi (2015-2020)
- Colonel Evgueni Nikolaevitch Tonkikh (de 2020 à juillet 2021)
- Colonel puis major-général (en juin 2023) Vladimir Seliviorstov (du 30 septembre 2021 au 15 juillet 2023)[12]

## Galerie

Insigne d'épaule de la 106e division (1993–2006)[13]
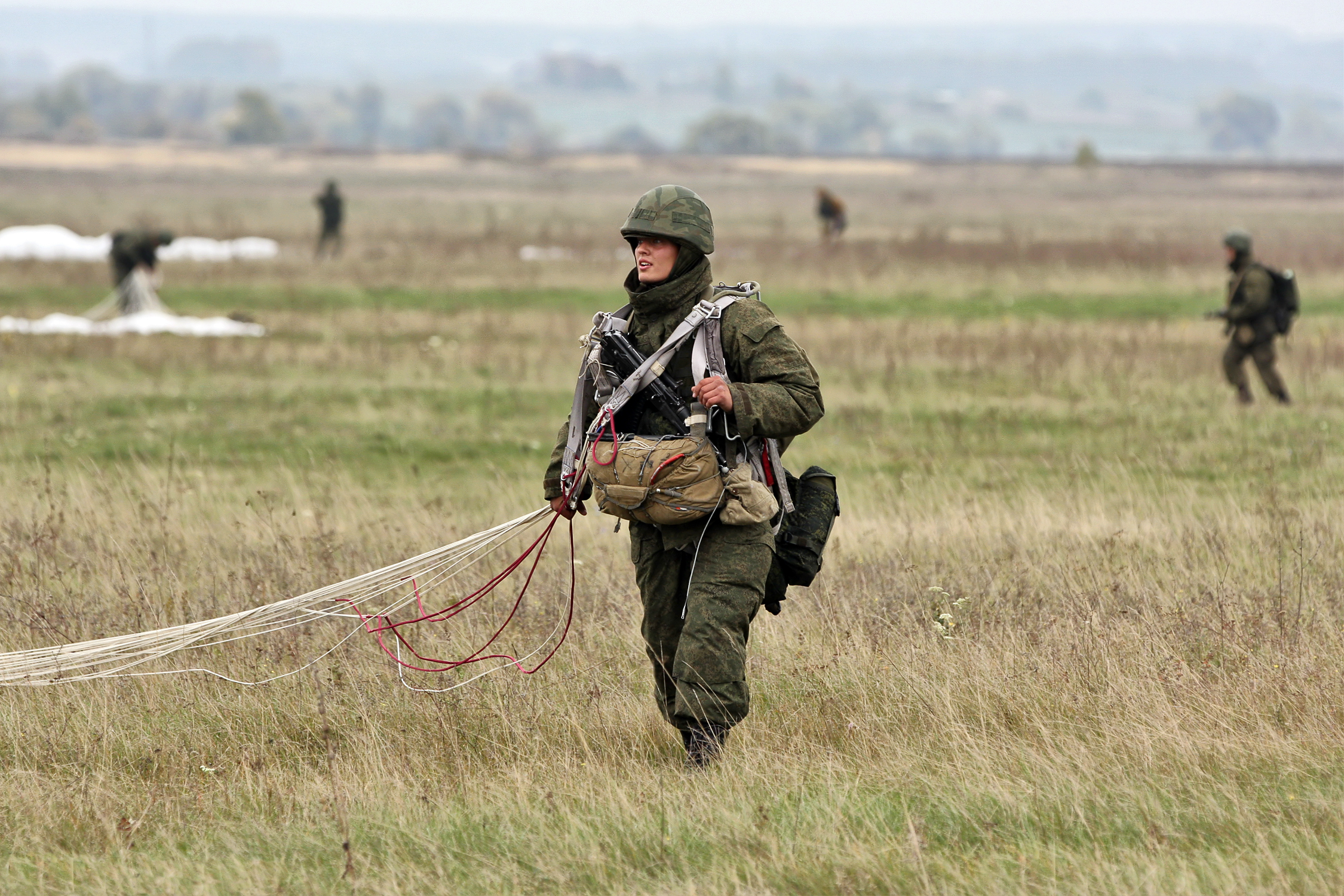
Parachutistes lors d'un exercice militaire en 2011 dans l'oblast de Riazan
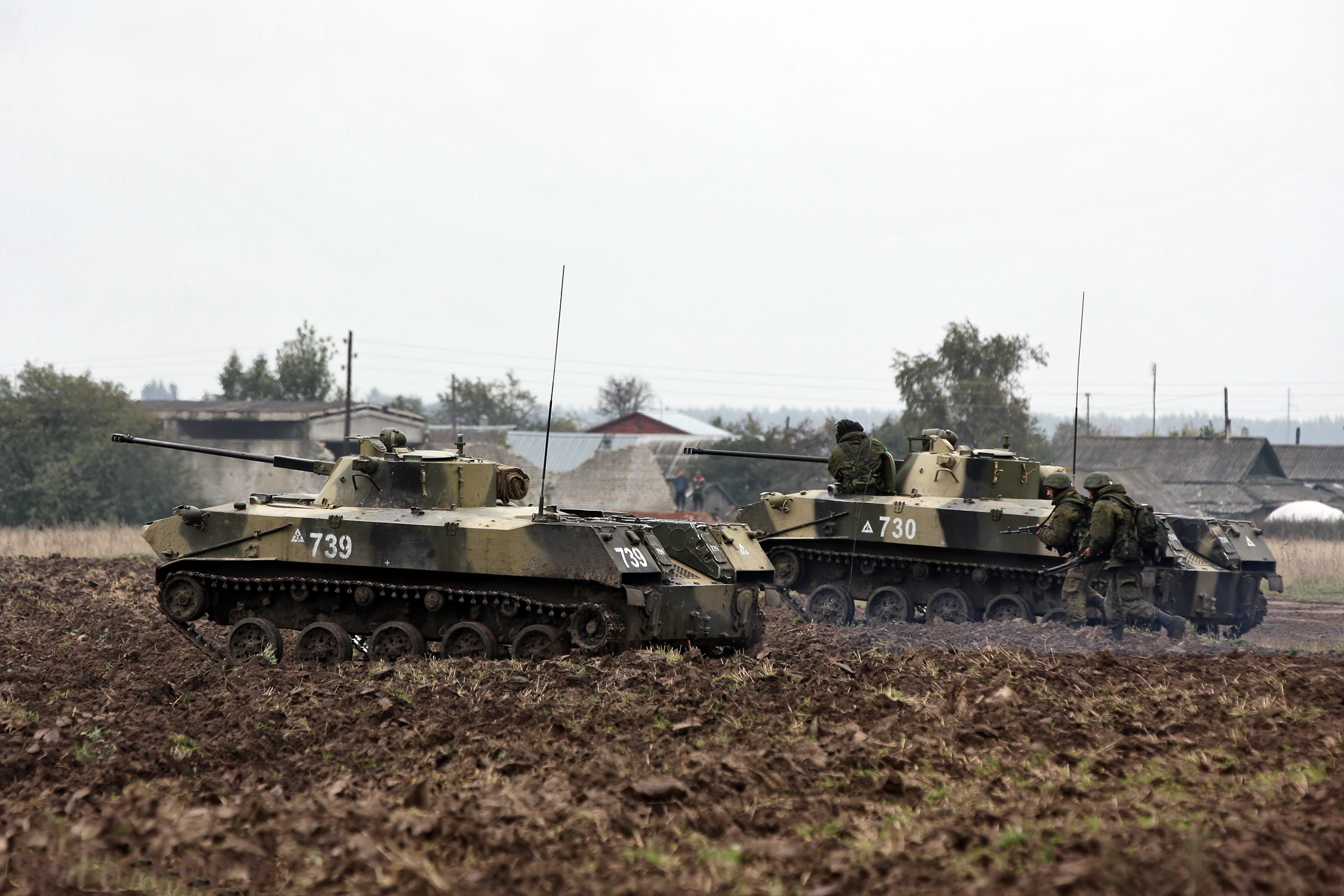
BMD-2 accompagnés de parachutistes de la 106e division.